# Provinz Riad

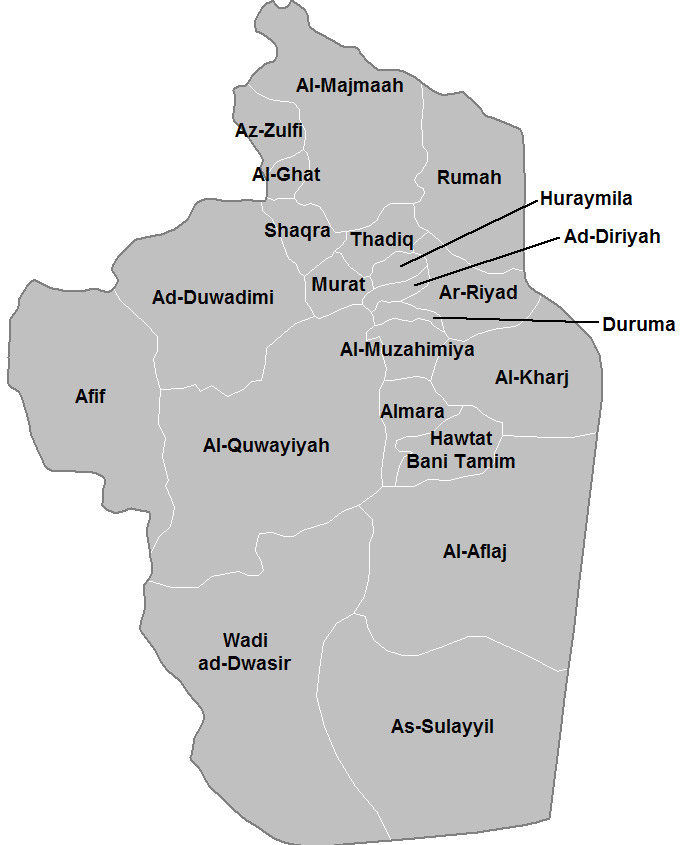
Verwaltungsgliederung in 20 Gouvernements

Riad (arabisch الرياض, DMG ar-Riyāḍ) ist eine Provinz (arabisch منطقة إدارية mintaqa idariyya) in Saudi-Arabien, die im Zentrum des Landes (Nadschd) gelegen ist. Sie ist die südlichste und größte der drei Provinzen des Nadschd. Sie hat eine Fläche von 404.240 km² und eine Einwohnerzahl von gut 8,6 Mio. Die Bevölkerungsdichte liegt bei etwa 20 Einwohner/km². Hauptstadt der Provinz ist Riad, gleichzeitig Hauptstadt von Saudi-Arabien. Weitere bekannte Städte sind al-Chardsch, Wadi ad-Dawasir, ad-Dawadimi, az-Zulfi, al-Madschmaʿa, ad-Dirʿiyya, Layla, as-Sulayyil und ʿAfif.
Die ursprünglichen Einwohner waren fast ausschließlich Araber. Heute sind 90 % der Bevölkerung arabischer Abstammung, entweder einheimische Saudis oder Menschen aus dem arabischen Raum, vornehmlich Ägypter, Jordanier, Palästinenser, Syrer und Libanesen. Die restlichen zehn Prozent sind zum größten Teil afrikanischer oder asiatischer Abstammung.
In der Antike war das Gebiet mehr Steppe als Wüste, es gab wesentlich mehr Oasen und Siedlungszentren als heute, die eine nomadische Weidewirtschaft ermöglichten. Wegen des Wüstenklimas ist die Provinz heute nur in den vorhandenen Oasen bewohnbar. Wichtige Wirtschaftszweige sind die Herstellung von Baustoffen, die Nahrungsmittelindustrie und die erdölverarbeitende Industrie.
Gouverneur der Provinz ist Faisal bin Bandar und Vizegouverneur ist Mohammed bin Abdul Rahman.

## Verwaltungsgliederung
Die Provinz Riad gliedert sich in 23 Gouvernements (arabisch محافظات muḥāfaẓāt).
| Gouvernement (muhafaza) | arabisch      | Fläche km² | Bevölkerung 15. 9. 2004 | Bevölkerung 28. 4. 2010 | Bevölkerung 28. 4. 2022 |
| ----------------------- | ------------- | ---------- | ----------------------- | ----------------------- | ----------------------- |
| ad-Dirʿiyya             | الدرعية       | 1.303      | 60.860                  | 73.668                  | 95.834                  |
| ad-Dilam                | الدلم         | 4.043      | …                       | …                       | 54.822                  |
| ad-Dawadimi             | الدوادمي      | 27.872     | 190.432                 | 216.811                 | 200.620                 |
| ʿAfif                   | عفيف          | 25.384     | 68.678                  | 77.978                  | 71.616                  |
| al-Afladsch             | الافلاج       | 51.161     | 60.077                  | 68.201                  | 54.544                  |
| al-Ghat                 | الغاط         | 1.809      | 10.269                  | 14.405                  | 10.799                  |
| al-Hariq                | الحريق        | 5.145      | 13.488                  | 14.750                  | 10.864                  |
| al-Chardsch             | الخرج         | 13.680     | 323.597                 | 376.325                 | 373.177                 |
| al-Madschmaʿa           | المجمعة       | 24.304     | 111.668                 | 133.285                 | 151.877                 |
| al-Muzahimiyya          | المزاحمية     | 5.338      | 35.942                  | 39.865                  | 62.760                  |
| al-Quwayʿiyya           | القويعية      | 35.780     | …                       | …                       | 71.410                  |
| ar-Rayn                 | الرين         | 15.970     | …                       | …                       | 28.243                  |
| ar-Riyad                | الرياض        | 12.557     | 4.138.329               | 5.254.560               | 7.009.120               |
| as-Sulayyil             | السليل        | 59.272     | 34.999                  | 36.383                  | 35.271                  |
| Zelfi                   | الزلفي        | 5.371      | 62.980                  | 69.294                  | 74.903                  |
| Duruma                  | ضرما          | 2.401      | 19.706                  | 24.429                  | 26.299                  |
| Hawtat Bani Tamim       | حوطة بني تميم | 7.510      | 39.834                  | 43.300                  | 41.854                  |
| Huraymila               | حريملاء       | 3.507      | 12.645                  | 15.324                  | 21.758                  |
| Marat                   | مرات          | 3.950      | …                       | …                       | 9.846                   |
| Rumah                   | رماح          | 19.073     | 25.387                  | 28.055                  | 35.683                  |
| Schaqrāʾ                | شقراء         | 5.001      | 34.725                  | 40.541                  | 46.403                  |
| Thadiq                  | ثادق          | 3.950      | 15.253                  | 17.165                  | 12.510                  |
| Wadi ad-Dawasir         | وادي الدواسر  | 45.748     | 92.714                  | 105.234                 | 91.535                  |
| Provinz Riad            | الرياض        | 404.240    | 5.458.273               | 6.777.146               | 8.591.748               |

## Gouverneure
| Namen                        | Zeitraum  | ernannt von             |
| ---------------------------- | --------- | ----------------------- |
| Mohammed bin Saad bin Zaid   | 1929–36   | Ibn Saud                |
| Nasser bin Abdulaziz Al Saud | 1937–47   | Ibn Saud                |
| Sultan bin Abdulaziz Al Saud | 1947–52   | Ibn Saud                |
| Naif bin Abdulaziz Al Saud   | 1952–55   | Ibn Saud                |
| Salman bin Abdulaziz Al Saud | 1955–60   | König Saud              |
| Fawwaz bin Abdulaziz Al Saud | 1960–61   | König Saud              |
| Badr bin Saud Al Saud        | 1961–63   | König Saud              |
| Salman bin Abdulaziz Al Saud | 1963–2011 | (noch-Kronprinz) Faisal |
| Sattam bin Abdulaziz Al Saud | 2011–13   | König Abdullah          |
| Khalid bin Bandar Al Saud    | 2013–14   | König Abdullah          |
| Turki bin Abdullah Al Saud   | 2014–15   | König Abdullah          |
| Faisal bin Bandar Al Saud    | seit 2015 | König Salman            |